# A Brand New Day (álbum de Lime)
A Brand New Day es el séptimo álbum de estudio del grupo canadiense Lime. Fue lanzado en 1988 por la discográfica Karisma. Del álbum se extrajo el sencillo «Please Say You Will (Be My Baby)».

## Lista de canciones
| N.º | Título                             | Duración |  |
| 1.  | «Please Say You Will (Be My Baby)» | 6:06     |  |
| 2.  | «Making Up My Mind About You»      | 5:57     |  |
| 3.  | «Bottoms Up»                       | 5:34     |  |
| 4.  | «What You Waiting For»             | 5:19     |  |
| 5.  | «Closer To You»                    | 5:47     |  |
| 6.  | «Sentimentally Yours»              | 5:02     |  |
| 7.  | «A Brand New Day»                  | 5:42     |  |